# Anopheles petragnani
Anopheles petragnani este o specie de țânțari din genul Anopheles, descrisă de Vecchio în anul 1939. Conform Catalogue of Life specia Anopheles petragnani nu are subspecii cunoscute.